# Kinea Investimentos
Kinea Investimentos es una empresa brasileña de inversiones que pertenece al Banco Itaú. Está centrada en capital inversión, fondos de inversión y administración de propiedades. Fue fundada en 2007 tras una asociación del Banco Itaú con profesionales del mercado financiero brasileño. En 2018 administraba más de R$ 50.000 millones en activos.

## Inversiones
Kinea Investimentos solo compra participaciones minoritarias en empresas medianas y grandes. En noviembre de 2010 compró una participación en la empresa de educación Multi por R$ 200 millones. En abril de 2013 compró el 20% del Grupo ABC, líder de publicidad en Brasil. El acuerdo fue valorado en R$ 170 millones.
En mayo de 2013 invirtió R$ 70 millones en el Grupo Delfín, que es uno de los más importantes en el ramo de la salud en el país carioca. En marzo de 2014 adquirió el 25% de Lojas Avenida, una red minorista de ropas del Estado de Mato Grosso. El valor de la operación fue de 250 millones de reales.